# Кубок мира по спортивной ходьбе 1985
Финал 12-го Кубка мира по спортивной ходьбе прошёл 28—29 сентября 1985 года в небольшой деревне Сент-Джонс на Острове Мэн. Мужчины боролись за Кубок Лугано, который получала лучшая сборная по итогам заходов на 20 и 50 км. Женщины разыгрывали Кубок Эшборна на дистанции 10 км.
Большинство сильнейших команд получили прямой допуск в финал. Оставшиеся шесть мест разыгрывались в предварительном раунде Кубка мира, который прошёл в различных городах в июне 1985 года.
На старт вышли 158 ходоков из 18 стран мира (110 мужчин и 48 женщин). Сборная Мексики отказалась от участия в турнире в связи с разрушительным землетрясением в столице страны Мехико, произошедшим за 9 дней до старта.
Каждая команда могла выставить до четырёх спортсменов в каждый из заходов. Лучшие в командном зачёте определялись по сумме очков, набранных тремя сильнейшими представителями страны (очки начислялись в зависимости от занятого места). В зачёт Кубка Лугано шли по три лучших результата на дистанциях 20 и 50 км у мужчин.
Сборная ГДР в рекордный пятый раз выиграла Кубок Лугано. Восточногерманские спортсмены набрали одинаковое количество очков с командой СССР, но стали первыми по дополнительным показателям.

## Предварительный раунд
Соревнования предварительного раунда прошли в июне 1985 года в трёх городах: французском Сент-Обен-лез-Эльбёфе, шведском Буросе и болгарском Русе. В финал проходили по две лучшие команды из каждого турнира.

### Мужчины
От участия в предварительном раунде были освобождены СССР, Италия, Мексика, Великобритания, США, Алжир, Австралия, Китай, Канада, Колумбия и Кения. Все эти страны получили прямые путёвки в финал.
| Место | Команда    | Очки |
| ----- | ---------- | ---- |
| 1     | Испания    | 85   |
| 2     | Польша     | 85   |
| 3     | Франция    | 82   |
| 4     | Нидерланды | 37   |
| 5     | Бельгия    | 37   |
| 6     | Люксембург | 15   |

| Место | Команда   | Очки |
| ----- | --------- | ---- |
| 1     | ГДР       | 62   |
| 2     | Швеция    | 40   |
| 3     | Финляндия | 29   |
| 4     | Норвегия  | 47   |

| Место | Команда      | Очки |
| ----- | ------------ | ---- |
| 1     | Чехословакия | 99   |
| 2     | Венгрия      | 74   |
| 3     | Болгария     | 45   |
| 4     | ФРГ          | 44   |
| 5     | Греция       | 44   |
| 6     | Швейцария    | 28   |

### Женщины
От участия в предварительном раунде были освобождены Китай, СССР, Австралия, Великобритания, США и Канада. Все эти страны получили прямые путёвки в финал.
| Место | Команда | Очки |
| ----- | ------- | ---- |
| 1     | Испания | 39   |
| 2     | Италия  | 34   |
| 3     | Польша  | 23   |
| 4     | Франция | 19   |
| 5     | Бельгия | 6    |

| Место | Команда   | Очки |
| ----- | --------- | ---- |
| 1     | Швеция    | 20   |
| 2     | Финляндия | 18   |
| 3     | Норвегия  | 8    |

| Место | Команда      | Очки |
| ----- | ------------ | ---- |
| 1     | Дания        | 48   |
| 2     | Чехословакия | 42   |
| 3     | ФРГ          | 35   |
| 4     | Венгрия      | 24   |
| 5     | Болгария     | 14   |
| 6     | Швейцария    | 9    |

## Расписание
| Дата             | Заход         |
| ---------------- | ------------- |
| 28 сентября 1985 | 50 км мужчины |
| 29 сентября 1985 | 10 км женщины |
| 29 сентября 1985 | 20 км мужчины |

## Медалисты
Сокращения: WR — мировой рекорд | AR — рекорд континента | NR — национальный рекорд | CR — рекорд соревнований
Курсивом выделены участники, чей результат не пошёл в зачёт команды

### Мужчины
| Дисциплина              | Золото | Золото   | Серебро | Серебро  | Бронза | Бронза   |
| ----------------------- | --- | -------- | --- | -------- | --- | -------- |
| 20 км                   | Хосе Марин Испания | 1:21.42  | Маурицио Дамилано Италия | 1:21.43  | Виктор Мостовик СССР | 1:22.01  |
| 50 км                   | Хартвиг Гаудер ГДР | 3:47.31  | Андрей Перлов СССР | 3:49.23  | Аксель Ноак ГДР | 3:56.53  |
| Кубок Лугано (20+50 км) | ГДР · Роланд Визер · Вернер Хайер · Ральф Ковальски · Хартвиг Гаудер · Аксель Ноак · Дитмар Майш · Андрей Рубарт · Торстен Хафемайстер | 234 очка | СССР · Виктор Мостовик · Сергей Процышин · Николай Полозов · Андрей Перлов · Валерий Сунцов · Вениамин Николаев · Анатолий Горшков | 234 очка | Италия · Маурицио Дамилано · Карло Маттиоли · Алессандро Пеццатини · Алессандро Беллуччи · Раффаэлло Дуччески · Массимо Квирикони · Вальтер Арена · Джорджо Дамилано | 233 очка |

### Женщины
| Дисциплина    | Золото                                             | Золото   | Серебро                                                                          | Серебро  | Бронза                                                            | Бронза  |
| ------------- | -------------------------------------------------- | -------- | -------------------------------------------------------------------------------- | -------- | ----------------------------------------------------------------- | ------- |
| 10 км         | Янь Хун Китай                                      | 46.22    | Гуань Пин Китай                                                                  | 46.23    | Ольга Криштоп СССР                                                | 46.24   |
| 10 км         | Янь Хун Китай                                      | 46.22    | Гуань Пин Китай                                                                  | 46.23    | Александра Григорьева СССР                                        | 46.24   |
| Кубок Эшборна | Китай · Янь Хун · Гуань Пин · Сюй Юнцзю · Ли Суцзе | 104 очка | СССР · Ольга Криштоп · Александра Григорьева · Вера Осипова · Наталья Сербиненко | 98 очков | Канада · Джанис Маккэффри · Энн Пил · Элисон Бейкер · Мишлин Дано | 74 очка |